# Vallée du Grand-Saint-Bernard
La vallée du Grand-Saint-Bernard est une vallée latérale du Valpelline. Elle jouxte au nord le Valais à travers le col du même nom.

## Géographie

### Sommets principaux
- Mont Vélan - 3 734 mètres
- Grand Golliat - 3 237 mètres
- Mont Fallère - 3 059 mètres

### Communes
En remontant la vallée, on rencontre les communes de Gignod, Allein, Étroubles, Saint-Oyen et Saint-Rhémy-en-Bosses.

## Histoire
Cette vallée est une des voies principales de communication entre le nord et le sud des Alpes, à travers le col du même nom.
Elle a été concernée par le marronnage.

## Communication
On atteint le col du Grand-Saint-Bernard par la route nationale 27. On rejoint la Suisse également à travers le tunnel du Grand-Saint-Bernard.

## Tourisme
Dans cette vallée est présent le bivouac Moline (2 415 mètres).